# Чобану, Геннадий
Геннадий Чобану (рум. Ghenadie Ciobanu, 6 апреля 1957, Братушаны, Молдавская ССР) — молдавский композитор, пианист, педагог и государственный деятель.

## Биография
Родился 6 апреля в 1957 году в Братушанах, Молдавская ССР.
Отец, Александр Чобану (рум. Alexandru Ciobanu), был основателем музыкального коллектива «Чокырлия» (рум. Ciocârlia) и других ансамблей в городе Единец. Мама, Полина Чобану (рум. Polina Ciobanu), была по профессии экономистом.
В 1964—1973 учится в средней школе в Единцах, параллельно занимаясь в музыкальной школе.
В 1973 продолжает обучение в музыкальной школе имени Штефана Няги (рум. Ștefan Neaga) в Кишиневе по классу фортепиано.
В 1977 был награжден II премией на Национальном Конкурсе Молодых Пианистов. В том же году заканчивает музыкальную школу.
В 1977—1982 продолжает обучение по классу фортепиано в Музыкально-педагогическом институте имени Гнесиных в Москве (сейчас — Российская Академия Музыки).
После окончания института возвращается в Кишинев, где в 1983—1986 учится в Государственной Консерватории им. Г. Музическу по классу композиции у Василия Загорского.
В 1987 становится членом Союза Композиторов и Музыковедов Молдовы (рум. Uniunea Compozitorilor şi Muzicologilor din Moldova) .
С сентября 1989 преподает на Кафедре теории музыки и композиции Государственной консерватории им. Г. Музическу (Сейчас — Академия музыки театра и изобразительных искусств).
С 1990 по 2010 занимает должность председателя Союза композиторов и музыковедов Молдовы.
В 1991 основывает интернациональный фестиваль современной музыки «Дни Новой Музыки» (рум. Zilele Muzicii Noi), который проводится по сей день в Кишиневе.
В том же году основывает музыкальный коллектив Ars Poetica, который был ориентирован на исполнение современной музыки.
В 1992—1995 даёт курс лекций по композиции и анализу музыкальных форм в качестве преподавателя в Университете из Лас-Пальмас-де-Гран-Канария, Испания.
С 1995 становится членом Союза Композиторов и Музыковедов из Румынии (рум. Uniunea Compozitorilor şi Muzicologilor din România).
В 1997—2001 занимает пост Министра Культуры Республики Молдова. Является автором государственной программы «Развитие и защита культуры и искусства в Республике Молдова» (рум. Dezvoltarea şi ocrotirea culturii şi artei în Republica Moldova).
В 1998 становится автором Закона о Культуре в Республике Молдова. В том же году становится членом Главного Общества Авторов и Издателей, Испания (sp. Sociedad General de Autores y Editores, SGAE).
В 2000—2002 проводит курс лекций в Государственной консерватории им. Дж. П. Палестрина (Кальяри, Италия)
С 2007 года занимает пост Вице-президента Международной ассоциации композиторских организаций (МАКО)
В 2010—2014 занимает пост депутата в Парламенте Республики Молдова во фракции Либерально-демократической партии.

## Список произведений[1]

### Симфонические произведения
- Симфоническая поэма «Musica dolorosa» (1987)
- Симофния «Sub soare şi stele simfonie» (1989)
- «Un viaggio immagginario» для скрипичного оркестра (2000)
- Симфонические картины из балета «Păsările şi apa tablouri simfonice din balet» (2001)
- «Codul Enescu» для скрипичного оркестра (2007)
- Симфоническая сюита в двух частях «Riturile primăverii» (2010)
- «Cântări orientale: Închinare lui Cantemir» для симфоническогор оркестра (2013)
- «Glance behind the Curtain/Glance for the Curtain» (2016)

### Вокально-симфонические произведения
- Кантата-монумент «De profundis…Generaţia mea» на стихи Анны Ахматовой «De profundis…Мое поколенье» (1985)
- «Oda devenirii» для смешанного хора и симфонического оркестра на стихи Думитру Матковского (2013)
- Вокальный цикл «Après une lecture: Poem postmodern. Poem rap» для баритона и симфонического оркестра на слова Емилиана Галайку-Пэун (2014)
- Вокальный цикл «Après une lecture: Poem elegiac» для солиста и симфонического оркестра на слова Валериу Матея (2016)

### Концерты
- Рапсодия-концерт для фортепиано с оркестром (1984)
- Концерт № 2 «Nostalgie după sărbătoare» для фортепиано с оркестром (1988)
- «Moment bacovian» для фортепиано с оркестром (2001)
- «Briza latitudinilor sudice/The breeze of southern latitudes» для маримбы с оркестром (2009)
- «Momente» для скрипки с оркестром (2015)

### Камерные произведения

#### Соло
- «Improvizaţie pentru pian» (рус. Импровизация для фортепиано) (1980)
- «La gura codrului» для фортепиано (1980)
- «Variaţiuni pentru orgă» (рус. Вариации для органа) (1983)
- «Cimpoiul» для фортепиано (в рус. редакции Волынка) (1987)
- «Florile dalbe» для фортепиано (в рус. редакции Белые цветы) (1987)
- «Studiu» Для фортепиано (рус. Этюд) (1987)
- «Cântări calofonice nr. 1» для органа (1989)
- «Cântări calofonice nr. 2» для органа (1989)
- «Hitiricorno» для английского рожка (1992)
- «În continuarea unei idei a marşului în stil „nou vienez“» для скрипки соло
- «Oiţele» для фортепиано (1992)
- «Din cântecele şi dansurile lunii melancolice nr. 1» для английского рожка (1995) В том же году — «Din cântecele şi dansurile lunii melancolice nr. 1» для фагота
- «Spatium sonans» для флейты (1997)
- Сонатина для фортепиано «Sonatina» (1998).
- «Capriccio no. 1» для фортепиано (2001)
- «De sonata meditor» для фортепиано (2001)
- «The sad symbols» для кларнета (2001)
- «Still-life with flowers» для фортепиано (2001)
- «Din cântecele şi dansurile lunii melancolice IV» (2003)
- «Variaţiuni pe o temă de Mozart» для фортепиано (рус. Вариации на тему Моцарта) (2003)
- «Călare» для фортепиано (2006)
- «Ciclul din trei piese pentru pian: Paysage, Ostinato, Rondeau» — Цикл из трёх пьес для фортепиано (2006)
- «Joc» для фортепиано (2007)
- «Mazurca» для фортепиано (2007)
- «Simboluri triste» для кларнета (2009)
- Пьеса для фортепиано «Din vremuri străvechi» (2011)
- Пьеса для фортепано «Peisaj» (2012)
- «La cancion que no fue cantada y la ultima serenata de Juan Carlos O.» для виолончели (2016)
- Три пьесы для флейты: «The Game of Reflected Light», «Genesis», «Meditation and Games» (2018)
- Эспромт для фортепиано «Le reve» (2020)
- «Apparition» для флейты (2021)
- «Entering into Silence» для виолончели (2023)
- «The Rite of Celebration» для бас-кларнета (2023)

#### Дуэты/Трио
- Скерцо для скрипки и фортепиано (1982)
- «Albina» (в рус. редакции Пчела) для фортепиано в 4 руки (1987)
- «Cu căluţul» (в рус. редакции Верхом на лошадке) для фортепиано в 4 руки (1987)
- «Din neamul lui Păcală» (в рус. редакции Из рода Пэкалэ) для фортепи"ано в 4 руки (1987)
- «Drumul meu» (в рус. редакции Моя дорога) для фортепиано в 4 руки (1987)
- «Răsai, Soare» (в рус. редакции Свети, Солнце) для фортепиано в 4 руки (1987)
- «Melodie turcească» (на тур. Türk havasi) для скрипки и фортепиано (1991)
- «To philharmonic public of Chisinau» для двух фортепиано (1996)
- «Din cântecele şi dansurile lunii melancolice II—IV» для карнета и перкуции (2000—2003)
- Трио для скрипки, контрабаса, фортепиано или синтезатора (1992)
- «Aproape biblică călătorie pe un măgăruş» для скрипки, контрабаса и маримбы (1995)

#### Квартеты/Квинтеты
- Квартет для 2 скрипок, контрабаса и фортепиано (1981)
- Квартет для духовых инструментов «Pentaculus minus»: флейты, валторны, кларнета и фагота (1995)
- «Un viaggio immagginario con il quartetto Spaziomusica» для скрипичного квартета (2001)
- Квинтет для медных духовых (1991)
- Квинтет «Pentaculus» для духовых (1994)
- Квинтет «Un pendul imens într-un peisaj de vară» для флейты, гобоя, кларнета, фагота и валторны (1994)